# Abbasiden-Stadion
Das Abbasiden-Stadion (arabisch ملعب العباسيين, DMG malʿab al-ʿAbbāsiyyīn) ist ein Stadion in Damaskus.
Die vier syrischen Fußballerstligisten al-Madschd, al-Dschaisch, al-Wahda und al-Shorta bestreiten ihre Heimspiele in diesem Stadion. Das Stadion ist neben dem Aleppo-International-Stadion Nationalstadion der syrischen Nationalmannschaft. 1976 fand die Stadioneröffnung statt. Das Stadion fasst 45.000 Zuschauer und ist damit das zweitgrößte in Syrien nach dem Aleppo International Stadium in Aleppo. 2002 fand im Stadion die Fußball-Westasienmeisterschaft statt. Im November 2004 war das Stadion Austragungsort der beiden Finalspiele des ersten AFC Cups zwischen den zwei syrischen Vereinen al-Wahda und al-Dschaisch.
Das Stadion wurde nach den Abbasiden benannt, die vom 8. bis zum 13. Jahrhundert den Nahen Osten und Nordafrika beherrschten.